# 張時
張時（1510年—？），字宗易，直隸保定府易州人，民籍，明朝政治人物。

## 生平
嘉靖二十八年（1549年）己酉科順天府鄉試第一百二十九名舉人。嘉靖二十九年（1550年）中式庚戌科會試第一百二十名，三甲第二百一十一名進士。为楊繼盛同學。丁憂歸，嘉靖三十六年（1557年）服闋，補刑部主事，調兵部職方司主事，其年奉使徵兵入衛，西自陕西。三十八年遷員外郎，尋出为山西按察司佥事，兵备獨石。虏酋黄台吉入寇，与之戰于龍門，虏因退去。以无功，下兵部議，九月被降级調用。

## 家族
曾祖張寧；祖父張世英；父張受恩，典膳。母郝氏；繼母王氏。重庆下。